# Diputación Provincial de Santander

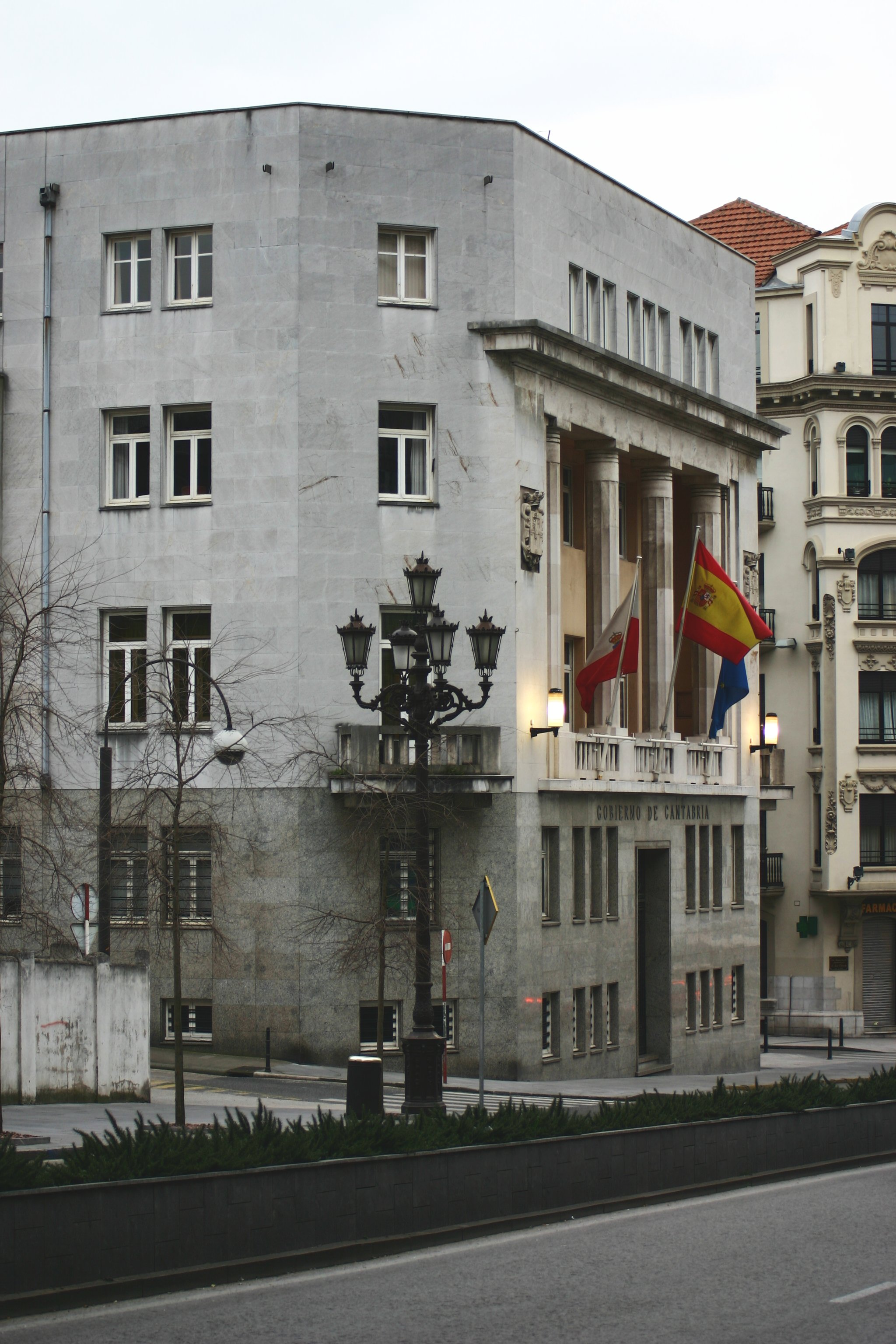
Antigua sede de la Diputación Provincial y posteriormente del Gobierno autonómico, demolida en 2009

La Diputación Provincial de Santander fue la principal institución política de la antigua provincia de Santander (actual comunidad autónoma de Cantabria), en España, creada a raíz de la división territorial de 1833, que existió entre ese mismo año y 1982.
Con la aprobación del Estatuto de Autonomía de Cantabria, la Diputación Provincial de Santander desapareció dejando su sitio a la Diputación Regional de Cantabria y posteriormente al Gobierno de Cantabria. El gobernador de la provincia era el presidente de la Diputación Provincial.

## Historia

Escudo de la Diputación Provincial de Santander

- El 1 de octubre de 1833 aparece el Boletín Oficial de la Provincia de Santander, encabezado por el escudo de la ciudad.
- En 21 de noviembre de 1835 se "instala la Diputación de Santander, bajo la presencia del gobernador civil en las Casas Consistoriales".
- El 15 de febrero de 1836 se aprueba el Reglamento de la Diputación.
- En 1839, la Diputación regala una espada a Espartero con motivo de su victoria en la batalla de Ramales.
- En 1843 se cede el Convento de San Francisco como sede para la Diputación.
- En 1905 se traslada su sede al edificio del Banco Mercantil, y se aprueba la creación de la Escuela de Industrias de la Leche
- El 30 de abril de 1907 se aprueba subvencionar, conjuntamente con el Ayuntamiento de Santander, los trabajos de Menéndez Pelayo, "como medio de sustraer tan hermosa inteligencia a las preocupaciones ineludibles de la vida material".
- El 24 de agosto de 1921 se nombra cronista oficial de la provincia al sacerdote camargués de Maliaño Mateo Escagedo Salmón.
- El 13 de septiembre de 1923, el golpe de Estado de Miguel Primo de Rivera paraliza la actividad de las Diputaciones, posteriormente serían disueltas durante su dictadura.
- El 1 de abril de 1925 se restablecen las Diputaciones.

### La Diputación Provincial durante la Segunda República
El 14 de abril de 1931 se proclama la Segunda República española. Santander amanece republicana entre el júbilo de unos y el estupor de otros, que no se explicaban tan inesperado cambio por unas elecciones municipales. La Diputación Provincial celebró su última sesión el 23 de abril, bajo la presidencia de J. A. Morante y con la asistencia de los señores Pereda Elordi, Cordero Arronte, Labat Calvo y Lastra Serna.
El 27 de abril se procede a la sesión constitutiva de la Comisión Gestora, que en adelante regirá la administración provincial. Se nombra presidente de la misma a Ramón Ruiz Rebollo y vicepresidente a Gabino Teira, formando parte de la misma los vocales señores Ringelke, Vayas, Fernández Bueras, Vega, Ballesteros, Puente Borbolla y Alonso Pellón. En octubre de ese año, en la segunda asamblea de representantes municipales el señor Ruiz Rebollo, manifiesta que habrá estatuto cántabro, que una vez aprobado el Estatuto catalán, cualquier región podría obtener un Estatuto similar. Durante el año 1932 la Comisión Gestora sigue estudiando la posibilidad de un Estatuto Regional.
En las elecciones municipales del 24 de abril de 1933, en la provincia gana la derecha. El 10 de febrero de 1934, se constituye la nueva Comisión Gestora bajo la presidencia del gobernador civil Ignacio Sánchez Campomanes, con los diputados nombrados gubernativamente para constituir la misma. Dos días después se constituye la Comisión definitivamente, siendo nombrado presidente Isidro Mateo González y vicepresidente Leandro Mateo Fernández-Fontecha.
El 21 de septiembre el gobernador civil cesa a Isidro Mateo, el cual protesta por considerar ilegal su cese, nombrándose en esa misma sesión nuevo presidente a Gabino Teira Herrero. El 16 de octubre la corporación eleva su protesta por los sucesos revolucionarios de octubre. Asimismo, quedan enterados de la autorización del Ayuntamiento para la construcción del nuevo palacio provincial en un solar de la calle Juan de la Cosa, esquina a Casimiro Sainz. Durante el año 1935, bajo la presidencia de Gabino Teira, se activan las obras del nuevo palacio provincial, que a finales del año se encuentra muy avanzado en su construcción.
El 8 de enero de 1936 el gobernador civil Jesús Mazón Torrecilla, nombra nuevos diputados para formar la Comisión Gestora, y es nombrado presidente Jesús de Cospedal y Jorganes, siendo elegido vicepresidente Wladimiro Villegas Casado. Triunfante en las elecciones de febrero de 1936 la coalición de izquierda, Frente Popular, recién nombrado gobernador civil, Manuel Ciges Aparicio, da posesión de sus cargos (el 7 de marzo) a los miembros de la nueva gestora, resultando elegido presidente Juan Ruiz Olazarán y vicepresidente Federico Ringelke, el cual fallece poco tiempo después, siendo nombrado para sustituirle Laureano Miranda Ureta.
En la sesión del 11 de mayo se acuerda aceptar como escudo de la Diputación Provincial de Santander y sello de la corporación el presentado por Tomás Maza Solano, como componente del Centro de Estudios Montañeses y cronista de la provincia. Escudo que siguió siendo el de la Diputación hasta su extinción.
En la sesión del 13 de julio se nombra una comisión para iniciar estudios preparatorios del Estatuto Regional, y en esta situación llega el 18 de julio y el comienzo de la guerra civil española, lo que paraliza el proyecto del Estatuto.

### La Diputación Provincial durante la guerra civil
La Comisión Gestora estuvo presidida por Juan Ruiz Olazarán del 17 de agosto de 1936 hasta el 1 de febrero de 1937. El día 8 de febrero se levantó acta de constitución del Consejo Interprovincial de Santander, Palencia y Burgos, órgano de autogobierno regional, presidido por el delegado de gobierno, Juan Ruiz Olazarán. Al constituirse el Consejo, quedó disuelta la Comisión Gestora Provincial, asumiendo éste las competencias de la Diputación Provincial.
Conquistada la entonces provincia de Santander por las tropas nacionales, se reinstaura la Comisión Gestora Provincial, el 8 de septiembre de 1937, siendo designado para presidirla Eduardo González-Camino Bolívar. Su primera decisión fue declarar nulos los acuerdos de la Comisión Gestora anterior y los del Consejo Interprovincial. A finales de 1938 dimite, y el 20 de febrero de 1939 se nombra por el gobernador civil, Francisco Moreno y Herrera, nueva Comisión Gestora, presidida por Miguel Quijano de la Colina.

### Transición democrática
El 22 de junio de 1979 se coloca en la sede la bandera de Cantabria, tras acordar la solicitud de la autonomía para Cantabria, junto a 74 municipios de la provincia.